# ルイス・ペレス＝サラ
ルイス・ペレス＝サラ・ヴァルズ＝タベルネル（Luis Pérez-Sala Valls-Taberner, 1959年5月15日 - ）は、スペイン・カタルーニャ州バルセロナ出身の元レーシングドライバーである。HRT F1のチーム代表。
日本では「サラ」と呼称される場合が多いが、「ペレス＝サラ」が正しい苗字である。

## 経歴

### 生い立ち
バルセロナの由緒正しい良家に5人きょうだいの第5子として生まれる。上流階級の良い教育環境で育っており、その人柄は18歳年上であるジャンカルロ・ミナルディからも「好人物で人格者である」と厚い信頼を受けるものであった。

### 初期のレース経歴
1980年にスペイン・ルノー・5選手権に参戦。1982年よりアルファロメオ・スプリント・ヨーロッパトロフィーに参戦。1983年に同シリーズで5勝を挙げランキング2位を獲得。1984年よりヨーロッパF3選手権にステップアップしランキング10位（チャンピオンはイヴァン・カペリ、ランク3位はゲルハルト・ベルガー）。ヨーロッパF3が同年を最後に終了となったため、1985年からイタリアF3選手権に参戦。1勝を挙げランキング5位となった。また、同年のこのシリーズに参戦していたジョバンナ・アマティと知り合い交際が始まり、以後1988年まで婚約していた。
1986年に国際F3000選手権にステップアップ、エンナ・ペルグーサとバーミンガム・スーパープリで優勝し、ランキング4位を獲得。国際F3000参戦二年目の1987年には、ドニントンパークとル・マンで優勝し、ステファノ・モデナとタイトル争いを演じ、シリーズランキング2位となった。フォーミュラと並行して世界ツーリングカー選手権にもオリビエ・グルイヤールとのチームで参戦し、スパ24時間レースで表彰台を獲得した。

### F1ドライバーとして
1987年のモデナとのタイトル争いが評価され、同年11月のベネトン・フォーミュラのテストに招かれてB187をテストドライブする。その後、イタリアのミナルディと契約交渉する。
1988年のミナルディのレギュラーシート獲得に成功し、ペレス＝サラはF1にデビューする。ミナルディとは2年契約を結んだ。チームメイトは、前年から所属していた同じくスペイン人のエイドリアン・カンポス。同チームにとっては初めてイタリア人以外の「外国人」コンビで臨んだシーズンとなった。
ペレス＝サラはすぐにチームメイトをしのぐようになり、結果的に第5戦まででカンポスに予選、決勝とも全勝し、予選落ちを繰り返したカンポスは第5戦で解雇され、第6戦からは1985年にもミナルディでフル参戦しており、F3000時代にチームメイトだったこともあるピエルルイジ・マルティニとコンビを組むことになった。最高完走位8位。ペレス＝サラはカンポスには完勝していたが、マルティニは移籍初戦のアメリカGPからミナルディにとってF1初ポイントとなる6位入賞を果たすなど評価を高めて行き、ペレス＝サラは遅れをとった。尚、この年のミナルディの予選落ちはペレス＝サラ、マルティニ共に2回ずつだった（※：カンポスは5戦中3戦の予選落ちであった。）。
1989年もミナルディに残留し、引き続きマルティニとコンビを組んだ。第8戦イギリスGPではマルティニが5位、ペレス＝サラが6位でダブル入賞を果たす。これがペレス＝サラ自身のF1キャリアの中で最初で最後の選手権ポイント獲得となった。マルティニは負傷のためパオロ・バリッラにシートを1戦だけ譲った日本GP以外全て予選通過し、5位2回、6位1回の計3回の入賞を果たしているのに対し、ペレス＝サラは予選落ちを4回喫しており、ミナルディはマルティニを中心としたチームとなっていくことは否めなかった。
ペレス＝サラは1988年と1989年の全32戦にエントリーし、計6回の予選不通過を記録している（1988年2回、1989年4回）。決勝への出走回数は26戦、最後のF1参戦となった1989年オーストラリアGPで予選落ちを喫したため、最後の決勝レースとなったのは前戦である第15戦日本GPとなった。

### ツーリングカー
F1シートを失った後、ペレス＝サラは1990年にTWR (トム・ウォーキンショー・レーシング）が運営するシルクカット・ジャガーと契約し、ル・マン24時間レースに出場。その後スペイン国内のツーリングカー選手権に参戦した。同カテゴリーにて1991年には、アルファロメオ・75を駆り、シリーズチャンピオンを獲得した。1993年にも日産・スカイラインGTｰRで自身2度目のチャンピオンを獲得。その後も1996年まで参戦し、チーム・メイトで同じく元F1ドライバーのエリック・ヴァン・デ・ポールと共に日産・プリメーラで参戦。1996年もシリーズ3位となる。2003年にはバルセロナカップ24時間レースで優勝を果たした。レーシングドライバーとしては2008年に引退。それまでに計46回の勝利を収めている。

### その他の活動
上記のツーリングカー選手として活動する傍ら、ペレス＝サラはスペイン国内のテレビ局でレース実況・解説や、エル・パイスをはじめとする新聞にコラムを寄稿する等、様々なメディアで解説者やコメンテーターとして活動した。又、新人発掘にも特化しており、上記の経験から自動車競技のトレーニングコーチや講師としても活躍し、現在ペレス＝サラの甥であるダニエル・ジュンカデラ（フンカデージャ）もF3ユーロシリーズやGP3などで活躍している。

## 再度F1へ
2011年7月21日、スペインのF1チームであるHRTのアドバイザーとして就任。
12月15日、コリン・コレスに代わってHRT F1の新代表に就任した事が発表された。

## エピソード
- 前述のように1988年時点ではジョバンナ・アマティが婚約者であると紹介されていたが[1]、アマティが家庭を持つことよりも自らのレーシング活動継続を望んだことが要因で婚約解消となった。
- F1時代、自分のレースカーに乗り込む前にエアーサロンパスをシートにたっぷり吹き付けてから乗るという変わった習慣をもっていた。
- HRTのアドバイザーとして就任したことにより、23年ぶりに再びカンポスと同じチームに在籍することとなった。

## レース成績

### イタリア・フォーミュラ3選手権
| 年     | チーム             | エンジン       | 1     | 2     | 3     | 4     | 5       | 6       | 7       | 8       | 9       | 10    | 11    | 12      | 13      | 14     | 15  | 順位 | ポイント |
| ------ | ------------------ | -------------- | ----- | ----- | ----- | ----- | ------- | ------- | ------- | ------- | ------- | ----- | ----- | ------- | ------- | ------ | --- | ---- | -------- |
| 1985年 | エクイポ・カンプサ | アルファロメオ | VLL 7 | MIS 6 | VAR 1 | MUG 2 | MAG DNQ | MNZ Ret | IMO Ret | MNZ Ret | PER Ret | MUG 5 | MIS 5 | MNZ Ret | IMO Ret | VLL 19 | VAR | 7位  | 20       |

### 国際F3000選手権
| 年     | チーム                   | 1       | 2       | 3      | 4       | 5     | 6       | 7     | 8     | 9      | 10    | 11    | 順位 | ポイント |
| ------ | ------------------------ | ------- | ------- | ------ | ------- | ----- | ------- | ----- | ----- | ------ | ----- | ----- | ---- | -------- |
| 1986年 | パベッシー・レーシング   | SIL 12  | VLL Ret | PAU 5  | SPA 4   | IMO 5 | MUG DNQ | PER 1 | ÖST 5 | BIR 1‡ | BUG 5 | JAR 8 | 4位  | 24.5     |
| 1987年 | ローラ・モータースポーツ | SIL Ret | VLL 2   | SPA 18 | PAU Ret | DON 1 | PER Ret | BRH 9 | BIR 4 | IMO 3  | BUG 1 | JAR 5 | 2位  | 33       |

- ‡ : ハーフポイント。レース周回数が75%未満で中断終了したため、得点が半分となる。

### F1
| 年     | 所属チーム | シャシー | 1       | 2       | 3       | 4       | 5       | 6       | 7       | 8       | 9       | 10      | 11      | 12      | 13     | 14      | 15      | 16      | WDC       | ポイント |
| ------ | ---------- | -------- | ------- | ------- | ------- | ------- | ------- | ------- | ------- | ------- | ------- | ------- | ------- | ------- | ------ | ------- | ------- | ------- | --------- | -------- |
| 1988年 | ミナルディ | M188     | BRA Ret | SMR 11  | MON Ret | MEX 11  | CAN 13  | DET Ret | FRA NC  | GBR Ret | GER DNQ | HUN 10  | BEL DNQ | ITA Ret | POR 8  | ESP 12  | JPN 15  | AUS Ret | NC (22位) | 0        |
| 1989年 | ミナルディ | M188B    | BRA Ret | SMR Ret | MON Ret |         |         |         |         |         |         |         |         |         |        |         |         |         | 28位      | 1        |
| 1989年 | ミナルディ | M189     |         |         |         | MEX DNQ | USA Ret | CAN Ret | FRA DNQ | GBR 6   | GER DNQ | HUN Ret | BEL 15  | ITA 8   | POR 12 | ESP Ret | JPN Ret | AUS DNQ | 28位      | 1        |

(key)

### スペインツーリングカー選手権
| 年     | チーム                     | 使用車両         | 1       | 2         | 3       | 4       | 5         | 6         | 7       | 8       | 9       | 10        | 11      | 12      | 13      | 14      | 15      | 16      | 17        | 18        | 19      | 20    | 順位 | ポイント |
| ------ | -------------------------- | ---------------- | ------- | --------- | ------- | ------- | --------- | --------- | ------- | ------- | ------- | --------- | ------- | ------- | ------- | ------- | ------- | ------- | --------- | --------- | ------- | ----- | ---- | -------- |
| 1994年 | チーム・レプソル・ニッサン | 日産・プリメーラ | JAR 5   | ALB 3     | CAL 3   | ALB 3   | BAR Ret   | JER 2     | BAR 2   | ALC     | JAR Ret | JER Ret   |         |         |         |         |         |         |           |           |         |       | 5位  | 74       |
| 1995年 | チーム・レプソル・ニッサン | 日産・プリメーラ | JER 1 7 | JER 2 5   | JAR 1 4 | JAR 2 9 | BAR 1 DNS | BAR 2 DNS | EST 1 8 | EST 2 6 | ALB 1   | ALB 2 Ret | CAL 1 2 | CAL 2 1 | ALB 1 5 | ALB 2 4 | JER 1 7 | JER 2 6 | BAR 1 DNS | BAR 2 DNS | JAR 1 2 | JAR 2 | 6位  | 144      |
| 1996年 | チーム・レプソル・ニッサン | 日産・プリメーラ | JAR 1 8 | JAR 2 DNS | ALB 1 2 | ALB 2 4 | BAR 1 3   | BAR 2 6   | EST 1 5 | EST 2 5 | CAL 1   | CAL 2 1   | JER 1 5 | JER 2 3 | JAR 1 6 | JAR 2 7 | BAR 1 6 | BAR 2 4 |           |           |         |       | 3位  | 153      |

### FIA ツーリング・カー・ワールド・カップ
| 年     | 国籍     | エントラント                            | 車両             | 1        | 2         | 順位 | ポイント |
| ------ | -------- | --------------------------------------- | ---------------- | -------- | --------- | ---- | -------- |
| 1994年 | スペイン | オールド・スパイス ニッサン・レーシング | 日産・プリメーラ | DON 19   |           | 19位 | 2        |
| 1995年 | スペイン | チーム・レプソル・ニッサン              | 日産・プリメーラ | LEC 1 27 | LEC 2 Ret | 36位 | 0        |

### スパ・フランコルシャン24時間レース
| 年     | チーム             | コ・ドライバー                                  | 車両                   | クラス | 周回 | 総合順位 | クラス順位 |
| ------ | ------------------ | ----------------------------------------------- | ---------------------- | ------ | ---- | -------- | ---------- |
| 1987年 | チーム・ビガッツィ | ヴィンフリート・フォクト オリビエ・グルイヤール | BMW・M3                | Div.2  | 473  | 2位      | 2位        |
| 1992年 | NISMO              | ディアク・ショイスマン 木下隆之                 | 日産・スカイラインGT-R | N3.0   |      | DNF      | DNF        |